# Национальная гвардия Узбекистана
Национальная гвардия Республики Узбекистан (узб. Oʻzbekiston Respublikasi Milliy gvardiyasi / Ўзбекистон Республикаси Миллий гвардияси) — военизированное формирование в составе Вооружённых сил Узбекистана. Был создан 23 января 1992 года.
Численность[когда?] 1 000 человек, одна бригада.
Национальная гвардия охраняет важные стратегические базы и объекты, а также особо важных лиц. Штаб национальной гвардии находится в Ташкенте. Национальная гвардия хорошо укомплектована и обеспечена самыми современными технологиями. Являясь малочисленным мобильным подразделением, национальная гвардия хорошо действует в малых переулках городов и нужно отметить, что она сосредоточена только для уличных боев.
В июле 2019 года в состав Национальной гвардии было передано Главное управление охраны и его территориальные подразделения, ранее входившие в структуру МВД.